# Teatro comunale (Bologne)
Pour les articles homonymes, voir Teatro comunale.
Le Théâtre communal de Bologne (en italien : Teatro Comunale di Bologna) est une salle d'opéra construit en 1763 par Antonio Galli da Bibbiena, sur le lieu même où était l'ancienne Domus Aurea des Bentivoglio, détruite en 1507.

## Historique

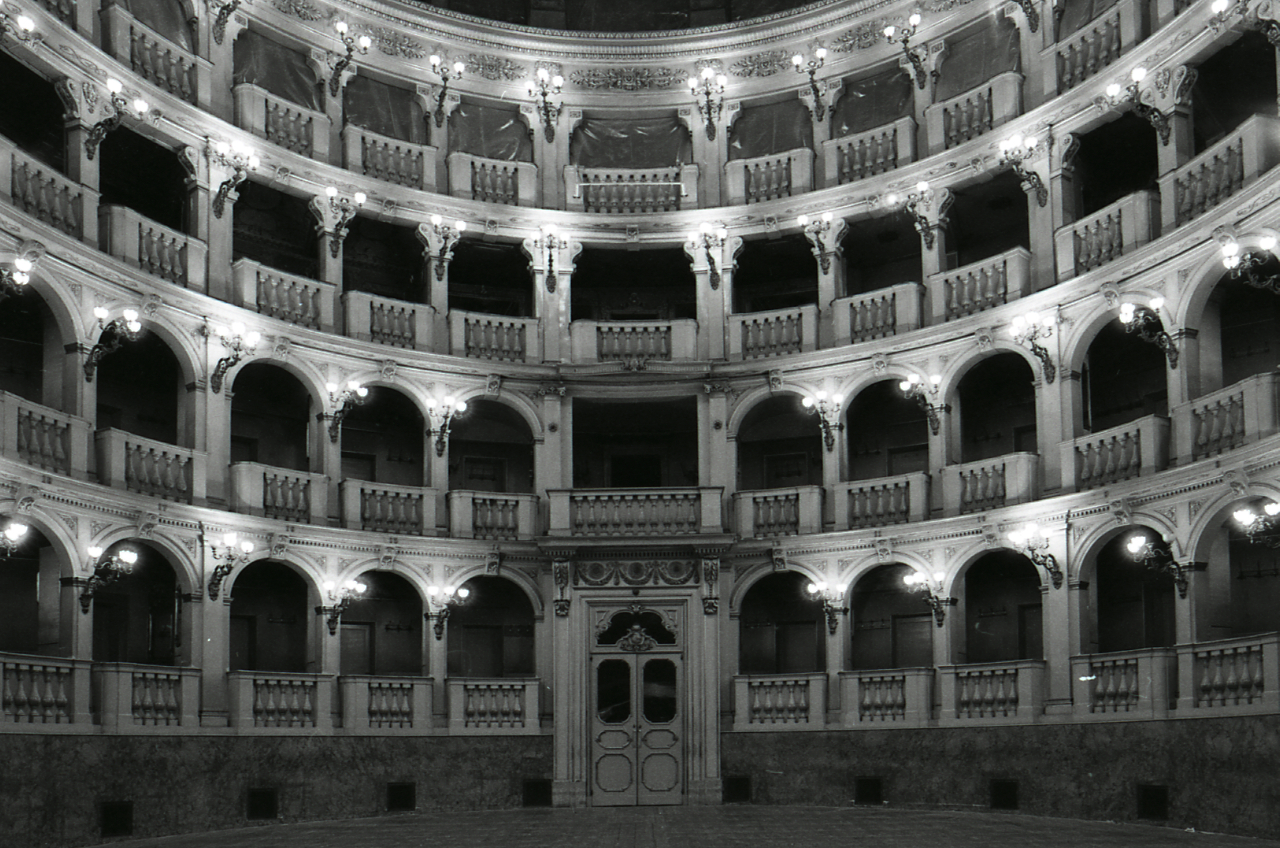
Photo par Paolo Monti (Fondo Paolo Monti, BEIC)

Après l'incendie de 1745 qui détruisit le théâtre Malvezzi construit en 1651, la ville décida de reconstruire un Teatro Pubblico, premier nom de baptême du théâtre communal. Ce fut la première fois qu'un théâtre destiné à l'opéra fut financé par des fonds publics et confié à la municipalité. Il a été inauguré le 14 mai 1763 avec le Il trionfo di Clelia de Christoph Willibald Gluck, dont c'était la première. Le théâtre est resté longtemps incomplet avec une façade complétée seulement en 1933 par Umberto Rizzi. Au XIXe siècle, y furent présentées vingt opéras de Gioachino Rossini tandis que 7 des 10 opéras de Vincenzo Bellini y furent jouées dans les années 1830 (Il pirata en 1830 avec Adelaide Comelli Rubini et Luigi Maggiorotti, I Capuleti e i Montecchi en 1832 avec Carlo Ottolini Porto et Sofia Dell'Occa Schoberlechner, Norma en 1833 avec Giuditta Grisi et Alberigo Curioni, en 1834 avec Giuditta Pasta et Domenico Donzelli et en 1852 avec Marietta Gazzaniga et Agostino Dall'Armi, La sonnambula en 1834 avec Assunta Balelli et Luciano Mariani (en) et en 1836, I puritani en 1836 avec Giuditta Grisi et Domenico Raffaelli et en 1852), mais également une vingtaine d'opéras de Gaetano Donizetti entre 1824 et 1851. Ce furent toutefois les œuvres de Giuseppe Verdi et ensuite la première italienne de Lohengrin de Richard Wagner qui dominèrent la scène à la fin du XIXe siècle. De nombreux réaménagements du théâtre furent effectués entre 1818 et 1820, puis en 1853.

Photo par Paolo Monti, 1972
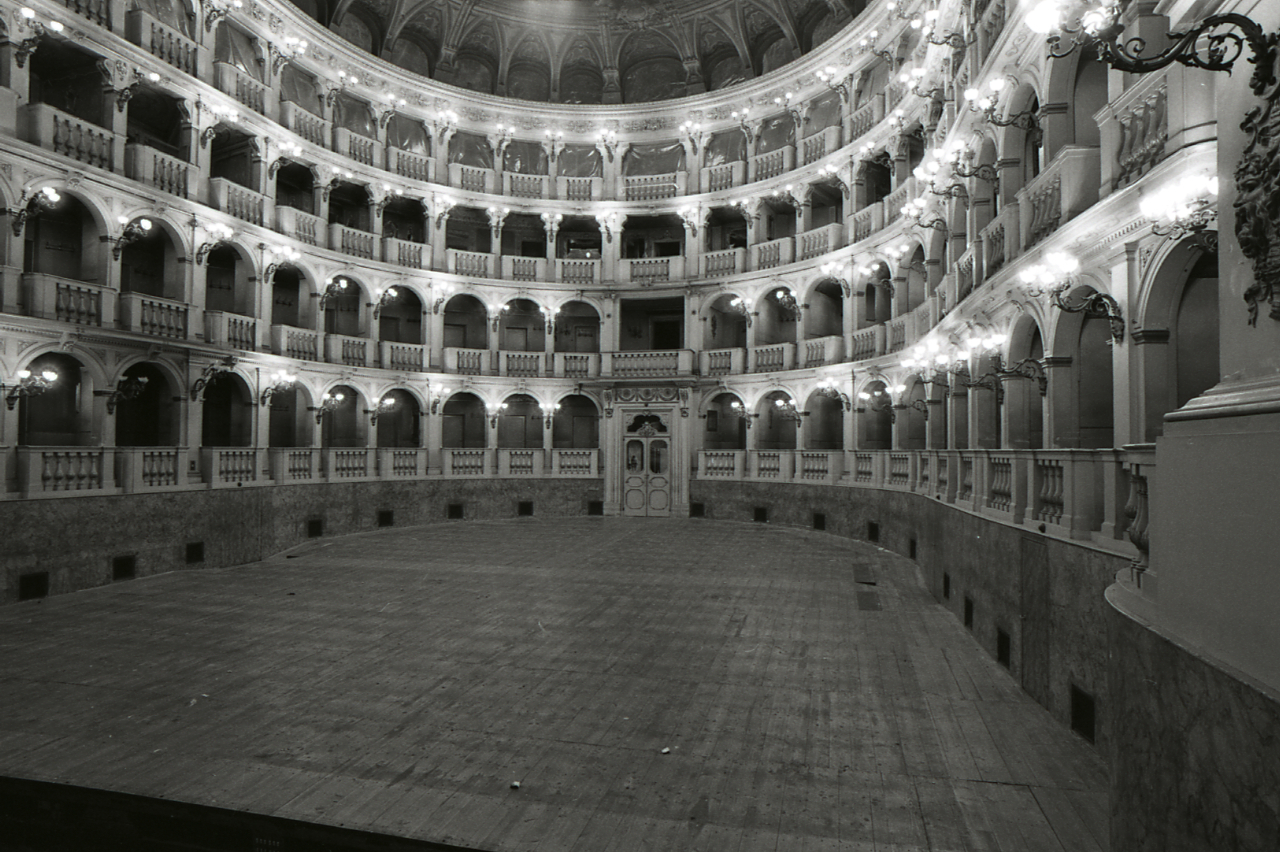
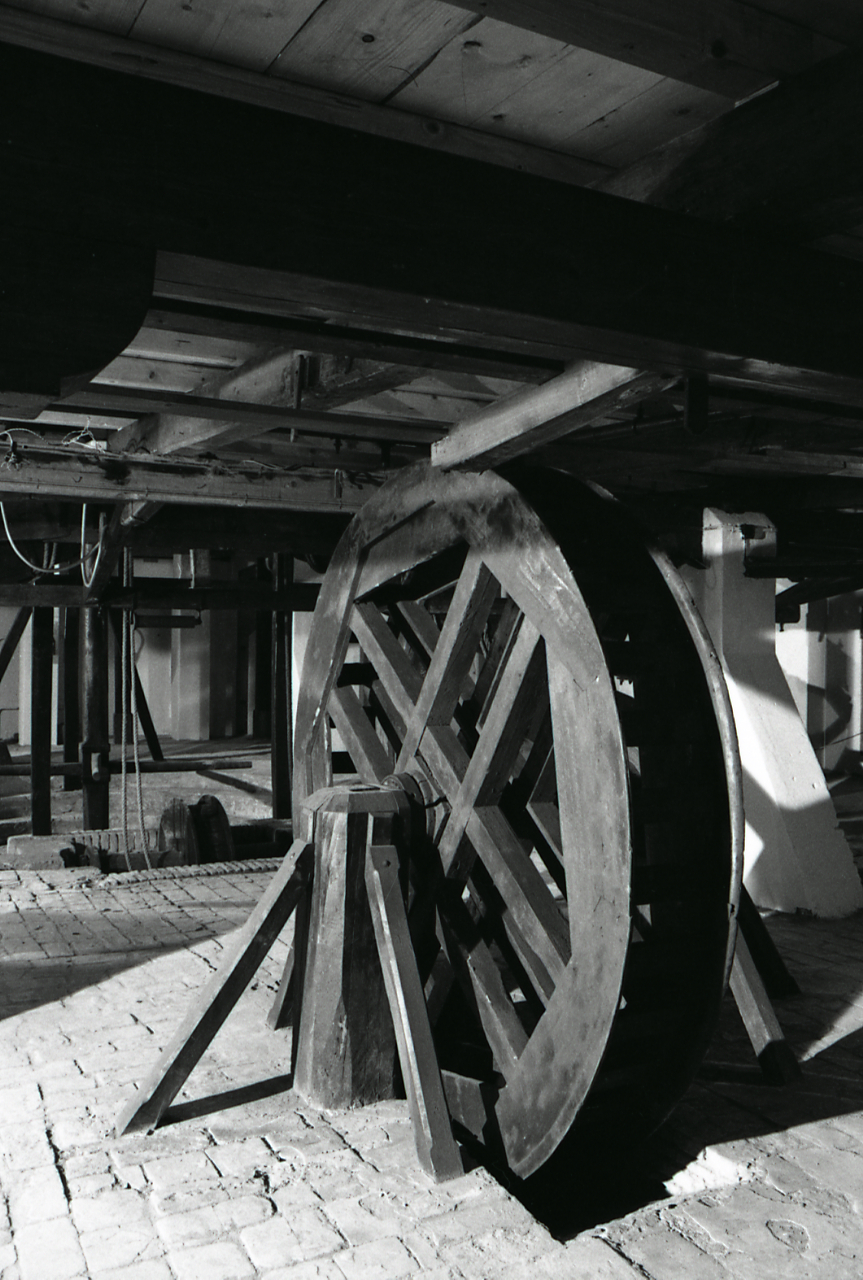
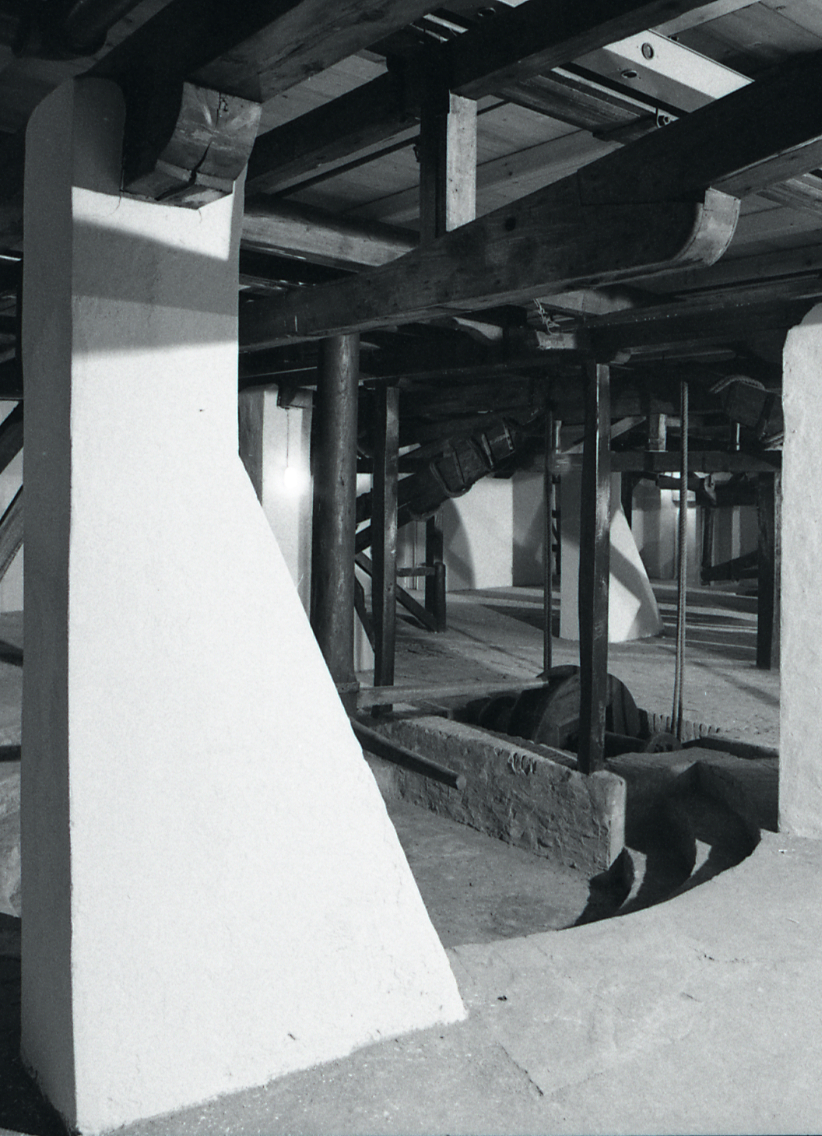

Son directeur musical est depuis 2014 Michele Mariotti.

## Inaugurations
- Saison 1763-1764 : Il trionfo di Clelia de Christoph Willibald Gluck
- Saison 2005-2006 : La traviata de Giuseppe Verdi
- Saison 2006-2007 : La Carrière du libertin d'Igor Stravinsky
- Saison 2007-2008 : Simon Boccanegra de Giuseppe Verdi
- Saison 2008-2009 : Der Vampyr d'Heinrich Marschner
- Saison 2010 : Salomé de Richard Strauss